# Sergio Massidda
Sergio Massidda (26 de enero de 2002) es un deportista italiano que compite en halterofilia.
Ganó una medalla de plata en el Campeonato Mundial de Halterofilia de 2023 y una medalla de plata en el Campeonato Europeo de Halterofilia de 2023, ambas en la categoría de 61 kg.

## Palmarés internacional
| Campeonato Mundial | Campeonato Mundial    | Campeonato Mundial | Campeonato Mundial |
| Año                | Lugar                 | Medalla            | Categoría          |
| ------------------ | --------------------- | ------------------ | ------------------ |
| 2023               | Riad (Arabia Saudita) | Medalla de plata   | 61 kg              |
| Campeonato Europeo |                       |                    |                    |
| Año                | Lugar                 | Medalla            | Categoría          |
| 2023               | Ereván (Armenia)      | Medalla de plata   | 61 kg              |